# Plecia alacris
Plecia alacris är en tvåvingeart som beskrevs av Charles Howard Curran 1934. Plecia alacris ingår i släktet Plecia och familjen hårmyggor. Inga underarter finns listade i Catalogue of Life.